# Glomeris intermedia
Glomeris intermedia är en mångfotingart som först beskrevs av Robert Latzel 1884.  Glomeris intermedia ingår i släktet Glomeris och familjen klotdubbelfotingar. Utöver nominatformen finns också underarten G. i. largesulcata.